# 剪嘴鸥
剪嘴鸥（学名：Rynchops albicollis），是鸻形目鸥科的一种鸟类。其种加词“albicollis”意为“白色的脖子”。

## 特征
剪嘴鸥体重约164克，翼长约371.8毫米，嘴峰长约84.9毫米，喙宽度约6.3毫米，喙厚度约21.9毫米，跗蹠长约26毫米，尾长约108.5毫米。剪嘴鸥是部分迁徙的鸟类，其栖息在开放的河流环境中，食性为肉食性，主要食物来源是水生动物。

## 分布
印度次大陆和湄公河三角洲的河流和湖泊。